# 골리앗 (스타크래프트)
골리앗(영어: Goliath)은 스타크래프트 종족인 테란의 유닛이다. 군수공장에서 생산이 가능하다. 

## 특징
골리앗은 스타크래프트와 스타크래프트 리마스터, 스타크래프트 2에서 모두 영단어를 그대로 한글로 음역한 골리앗이란 이름으로 불린다. 테란의 강력한 지대공 유닛으로서 메카닉 테란의 지대공을 책임지는 유닛이다. 전체적인 체력은 125에 지대지 공격 12, 지대공 공격 20과 기본 방어력 1을 가졌으며 인구수는 2를 소모한다. 생산에 필요한 비용은 미네랄 50, 가스 50이 소모되며 생산되는데 필요한 건물은 팩토리와 아머리이다. 골리앗은 팩토리의 애드온 건물인 머신샵을 통해 카론 증폭기란 사거리 업그레이드가 가능하며 골리앗의 사거리 업그레이드는 스타크래프트 오리지날엔 없다가 브루드워 확장팩에서 새로이 추가되었다. 사거리 업그레이드를 하면 골리앗의 지대공 공격 사거리가 5에서 8로 증가한다. 같은 테란의 유닛인 아크라이트 공성 전차와 같이 조합되는 유닛으로서 아크라이트 공성 전차와는 서로의 단점을 보완하는 관계가 있는 유닛이다. 스타크래프트 2에서는 체력이 125로 스타크래프트와 스타크래프트 리마스터의 골리앗과 동일하지만 지대지 공격은 18로 상향되었다. 지대공 공격은 스타크래프트와 스타크래프트 리마스터의 골리앗과 동일하지만 인구수는 2에서 3으로 늘어났다. 영웅 유닛으로는 앨런 셰자르란 유닛이 존재한다. 앨런 셰자르는 기본 체력 300, 지대지 공격 24, 지대공 공격 40, 방어력 3의 능력치를 가지고 있다.

## 같이 보기
- 스타크래프트
- 테란